# Ocupació japonesa d'Indoxina
L'Ocupació japonesa d'Indoxina, coneguda al Japó com l'Expedició del Vietnam, va consistir en l'entrada de tropes japoneses en la Indoxina francesa el 1940 i després el 1942, amb l'objectiu de mantenir el bloqueig de la República Popular de la Xina durant la Segona Guerra Sinojaponesa. Els japonesos pensaven evitar d'aquesta manera l'entrada de subministraments material bèl·lic enviat clandestinament pels Estats Units d'Amèrica. La invasió de 1940 només va ocupar la regió del nord de Tonquín, sense que el govern de la França de Vichy oposés seriosa resistència.

## Antecedents
Mentre l'Exèrcit Imperial Japonès intentava expulsar a les forces de l'Exèrcit Nacional Revolucionari de la província de Guangxi, França va firmar l'armistici del 22 de juny de 1940 amb Alemanya. A conseqüència d'això, es va establir un govern col·laboracionista conegut com la França de Vichy al sud de França, però l'autoritat colonial d'aquest país va quedar afectada a tot el món. Indoxina, una colònia francesa, va quedar controlada per la França de Vichy, encara que des del seu port Hai Phong es va continuar emportant subministraments a Yunnan, la Xina, a través d'una línia fèrria. Malgrat els bombardeigs japonesos a l'enllaç ferroviari a la Xina, la comunicació no va quedar tallada, i els japonesos van començar a plantejar-se una altra alternativa menys costosa per aïllar la gran nació asiàtica definitivament.
Aprofitant la debilitat francesa, el Japó va pressionar al govern francès colonial perquè tanqués el ferrocarril, i el 5 de setembre es va ordenar l'organització de l'Exèrcit Expedicionari d'Indoxina, adjunt a l'Exèrcit Japonès del Sud de la Xina, l'objectiu de la qual seria formar una guarnició japonesa a Indoxina. Aquesta força, comandada pel General Takuma Nishimura rebria suport d'una flotilla naval, i d'avions que s'enlairarien de portaavions i de l'illa Hainan.
El 22 de setembre, el Japó i França van firmar un acord on es permetia la presència permanent d'un màxim de 6 mil soldats japonesos a Indoxina, així com la presència transitòria de més tropes, que elevaven el nombre màxim d'efectius japonesos a Indoxina en un determinat moment a 25 mil. El Japó tenia prohibit ingressar forces terrestres addicionals, així com forces navals i aèries.

## Combats
Poc després, unitats de la 5a. Divisió Japonesa es van aproximar a la frontera, apropant-se a l'estació de Lang Són des de tres diferents punts. Immediatament es va iniciar el combat amb les tropes colonials franceses allà estacionades, que incloïa tropes de la Legió Estrangera, que va durar fins i tot el 25, quan Lang Son va ser capturada. Malgrat aquesta derrota, les autoritats colonials encara comptaven amb un nombre significatiu d'efectius entre Lang Son i Hanoi, amb els quals podien muntar una defensa efectiva. Mentrestant, el 23, el govern colonial d'Indoxina havia protestat davant de Tòquio per la violació dels acords.
El 24 de setembre, els japonesos van iniciar una sèrie d'incursions aèries sobre Hai Phong, i encara que els francesos continuaven intentant resoldre el conflicte mitjançant la diplomàcia, es van donar ordres d'evitar una desembarcada japonesa tant sí com no. Aquestes mesures no van evitar que el 26, forces japoneses desembarquessin el sud d'Hai Phong, i avancessin al nord. La primera desembarcada va ser seguida per un segon, que comptava amb tancs, a més, es va iniciar el bombardeig d'Hai Phong. Per a la tarda d'aquell mateix dia, unes 4.500 tropes japoneses i una dotzena de tancs es trobaven als afores de la ciutat. Aquella mateixa nit, la ciutat va ser presa amb facilitat.

## Ocupació
Garantida l'ocupació de Tonquín, els japonesos van estacionar a 900 efectius permanentment a Hai Phong, i uns altres 600 en Hanoi. D'aquesta manera, van tallar una de les principals vies de subministraments a la Xina, però va quedar oberta la carretera de Birmània, en la Birmània Britànica, que es va convertir en una artèria vital per a les forces nacionalistes xineses.
El 27 de setembre, el Japó va firmar una aliança amb Alemanya i Itàlia coneguda com el Pacte Tripartit. Malgrat que el nord d'Indoxina (Tonquín) va ser ocupat, les autoritats colonials franceses van continuar administrant la regió, i inicialment, l'ocupació japonesa es va limitar al camp militar. A finals de 1940, Siam (Tailàndia), va lliurar una guerra amb la Indoxina francesa per conflictes territorials. Encara que l'armada tailandesa va sofrir seriosos danys, els francesos van ser derrotats a terra. El Japó va intervenir ràpidament un acord de pau entre ambdues nacions per estabilitzar la seva àrea d'influència de nou adquirida. Durant l'ocupació japonesa va començar l'activitat d'un moviment de resistència denominat Viet Minh sota el lideratge d'Ho Chi Minh, cap comunista vietnamita.
El 12 de juliol de 1941, el Japó va exigir més concessions als francesos. Aquesta vegada va sol·licitar vuit bases aèries i dues bases navals al sud de la Indoxina, i llibertat de moviment de tropes. Els francesos van recórrer al Regne Unit i els Estats Units per ajuda militar, però encara que aquests els van recomanar no cedir a les demandes nipones, no van enviar ajuda. El 29 de juliol van concloure les negociacions, obtenint els japonesos més del que inicialment havien demanat. Aquestes negociacions van ser una formalitat, ja que des del dia anterior tropes nipones havien estat arribant a Saigon. Poc després uns 50 mil soldats del Japó van ser comptabilitzats al sud d'Indoxina.
La resposta de les nacions angloparlants a aquesta victòria japonesa no es va fer esperar, ja que el 26 de juliol el president nord-americà Franklin Delano Roosevelt va ordenar que es congelessin tots els fons i inversions japonesos als Estats Units. Aquell mateix dia, el Regne Unit i les nacions de la Commonwealth van interrompre el comerç amb el Japó. Dos dies després, els Països Baixos també van interrompre les relacions comercials, la qual cosa va significar que el petroli de les Índies Orientals Holandeses deixaria d'arribar al Japó.
Sense recursos petrolífers suficients per proveir la seva creixent indústria, el Japó aviat va enfrontar l'amenaça de quedar-se sense recursos estratègics al mig d'una guerra. Aquest va ser el principal motiu per a l'atac a Pearl Harbor, ja que els japonesos van jutjar, probablement de manera errònia, que la invasió de les Índies Orientals Holandeses dispararia la declaració de guerra nord-americana.